# BV4.1
Die Anwendungssoftware BV4.1 ist ein auf Benutzerfreundlichkeit ausgerichtetes Werkzeug für Komponentenzerlegungen (siehe Methoden der Zeitreihenanalyse) und Saisonbereinigungen von monatlichen und vierteljährlichen ökonomischen Zeitreihen mit dem Berliner Verfahren, Version BV4.1. Sie wurde vom deutschen Statistischen Bundesamt entwickelt und steht für nicht-kommerzielle Anwendungen als Freeware zur Verfügung.

## Leistungsmerkmale der Software
Die Software BV4.1 besitzt folgende wesentlichen Leistungsmerkmale: 
- Systemanforderungen: Windows-PC (ab Windows NT 4.0 / Windows 98).
- Unterstützung der Ein- und Ausgabeformate Excel, Access, SQL und CSV.
- Anwenderfreundliche grafische Benutzerschnittstelle.
- Analysen von Monats- und Quartalsreihen.
- Möglichkeit der Massenproduktion von Komponentenzerlegungen und Saisonbereinigungen.
- Möglichkeit der grafischen Darstellung von Analyseergebnissen.
- Möglichkeit der Durchführung sukzessiver Analysen, das heißt von Analysen, bei denen die Analysezeiträume sukzessive um jeweils eine Beobachtungsperiode verlängert werden. Diese Option ist nützlich, wenn Revisionen von Analyseergebnissen untersucht werden sollen, die auf das Verfahren BV4.1 zurückzuführen sind.